# Akiyo Noguchi

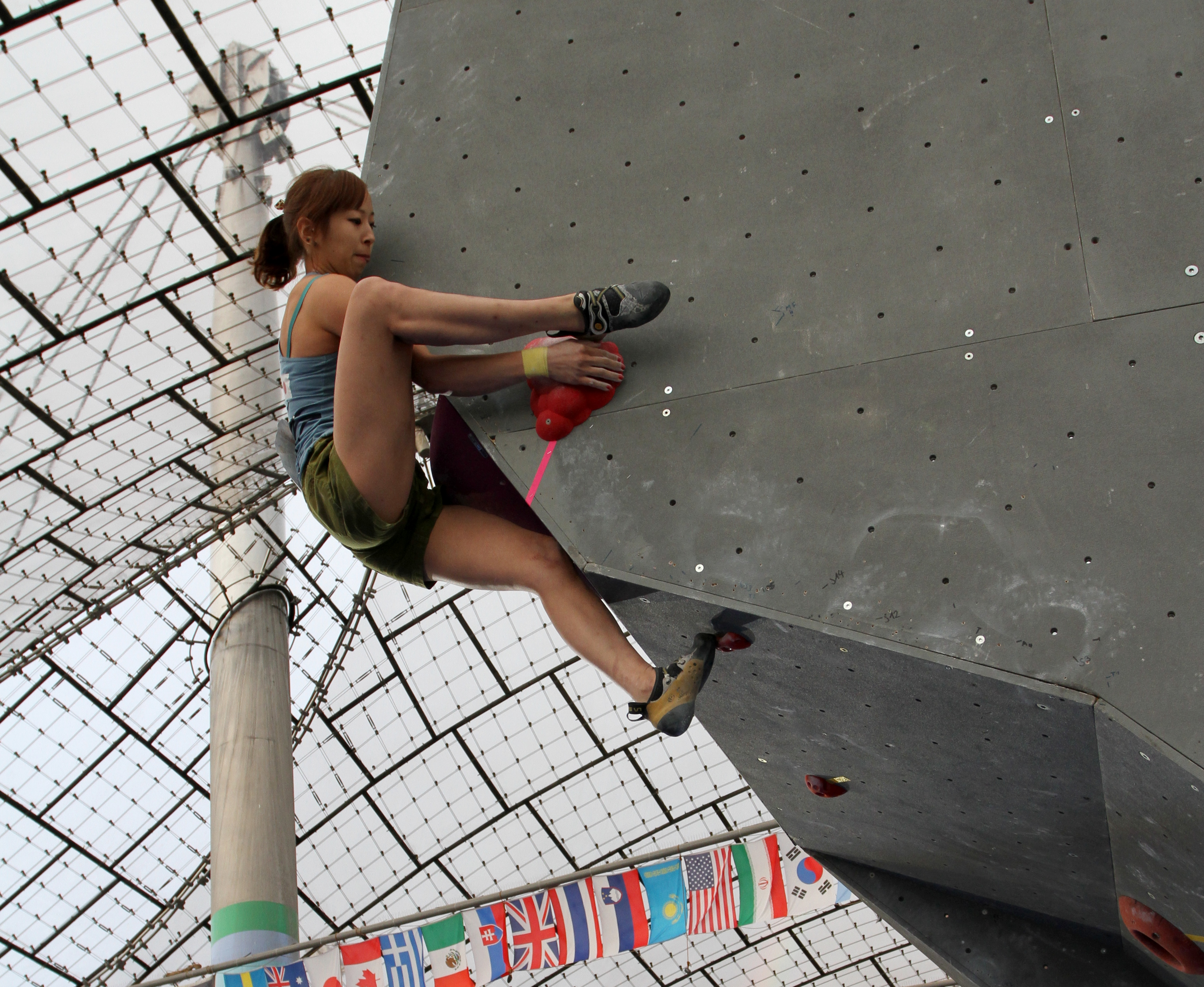
Akiyo Noguchi wspina się po pucharowe zwycięstwo w Monachium w 2012

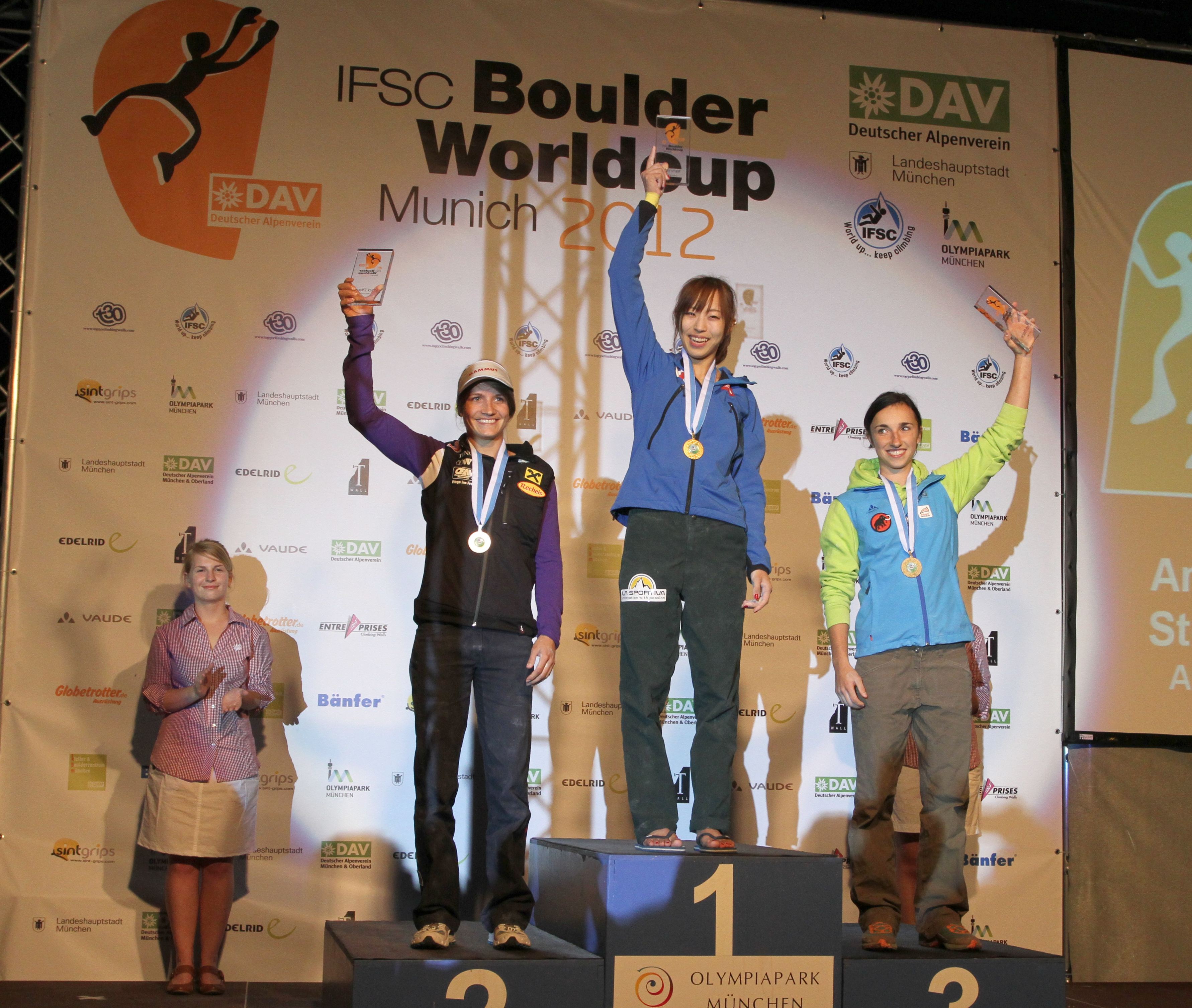
Pucha świata 2012 Monachium. Stoją od lewej: Anna Stöhr, AUT (2 m.), Akiyo Noguchi (1 m.) i Juliane Wurm, GER (3 m.)

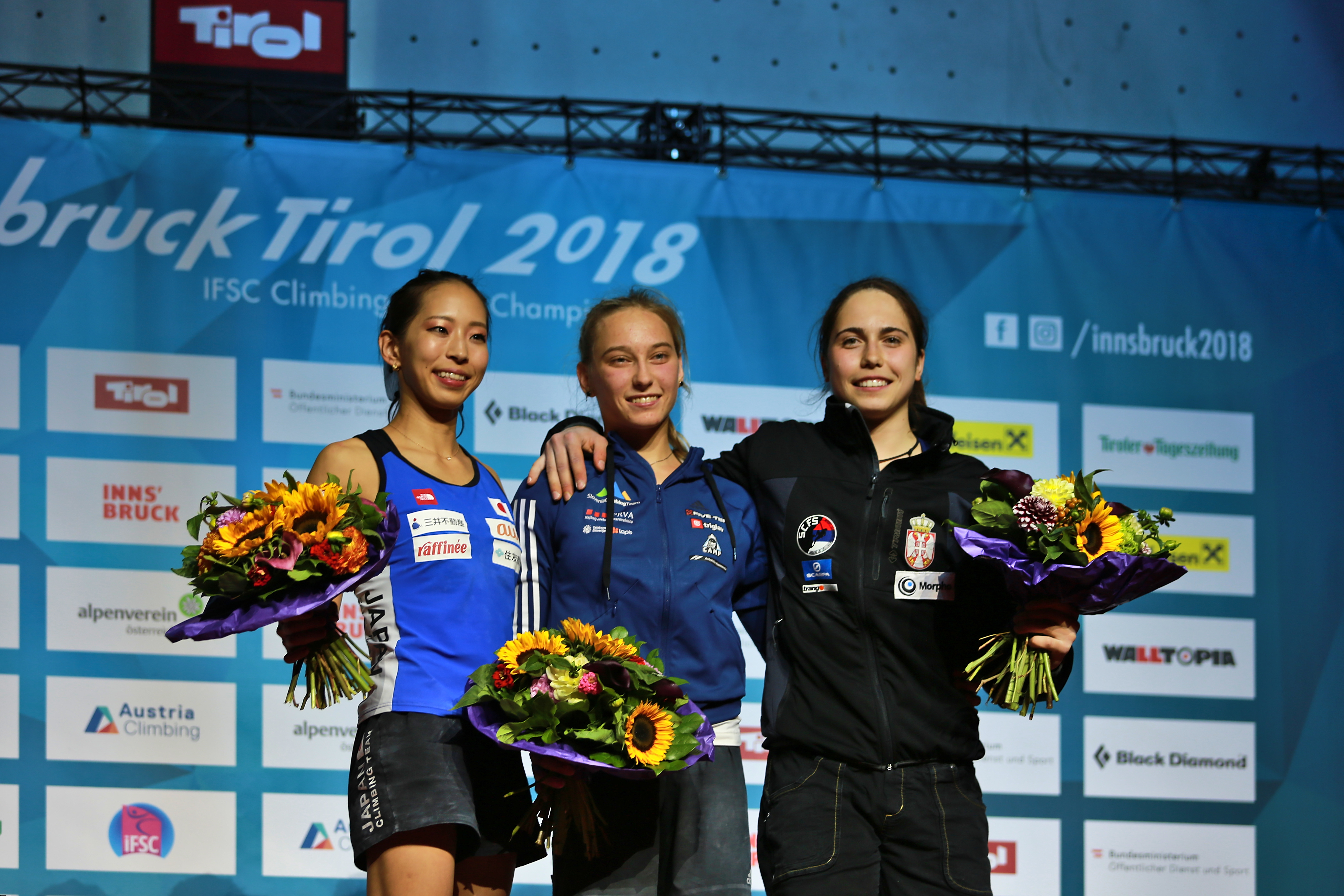
Innsbruck MŚ 2018 podium w boulderingu. Stoją od lewej: Akiyo Noguchi (2 m.), Janja Garnbret (1 m.) i Staša Gejo (3 m.)

Akiyo Noguchi (jap. 野口 啓代 Noguchi Akiyo; ur. 30 maja 1989, w prefekturze Ibaraki) – japońska wspinaczka sportowa, specjalizująca się w boulderingu, prowadzeniu oraz we wspinaczce łącznej. Wielokrotna medalistka mistrzostw świata we wspinaczce sportowej, czterokrotna wicemistrzyni świata oraz sześciokrotna mistrzyni Azji. Złota medalistka igrzysk azjatyckich z Dżakarty w 2018 roku oraz brązowa medalistka Igrzysk Olimpijskich w Tokio w 2021 roku.

## Kariera sportowa
Pierwszy swój medal (brązowy) na mistrzostwach świata zdobyła w Monachium w 2005 roku w konkurencji prowadzenia mając niespełna szesnaście lat. Pozostałe medale na mistrzostwach świata zdobywała wyłącznie w już konkurencjach:boulderingu lub we wspinaczce łącznej. Srebrne medale zdobyła w roku; 2007 (w Avilés), 2018 (w Innsbruck) i dwa w roku 2019 (w Hachiōji), natomiast brązowe w 2005 (w Monachium), 2014 (w Gijón) oraz w 2016 (w Paryżu).
W 2019 na mistrzostwach świata w japońskim Hachiōji zdobyła dwa srebrne medale; w boulderingu oraz we wspinaczce łącznej.
Zajęcie 2. miejsca w klasyfikacji generalnej wspinaczki łącznej zapewniło bezpośrednie kwalifikacje na IO 2020 w Tokio we wspinaczce sportowej.
Uczestniczka World Games we Wrocławiu w 2017, zajęła 4. miejsce w boulderingu, a w prowadzeniu była 6. Medalistka zawodów wspinaczkowych Rock Master we włoskim Arco.
W 2018 zdobyła złoty medal na igrzyskach azjatyckich w Dżakarcie. Sześciokrotna mistrzyni Azji w tym 5 razy w boulderingu i 1 raz w prowadzeniu.
Puchar Świata
w 2008 zdobywa Puchar Świata we wspinaczce łącznej, a w boulderingu zajmuje drugie miejsce za Austriaczką Anną Stöhr. Rewanżuje się Stöhr za sezon 2008 już w 2009 roku zdobywając 435,00 pkt (Stöhr zdobyła tylko 309.00 pkt co i tak dało je 2. miejsce) zajmuje w obu klasyfikacjach pierwsze miejsca. Łącznie odniosła 21 zwycięstw pucharowych, 16 razy była druga, a 17 razy była trzecia.
Zdobyte Puchary Świata we wspinaczce sportowej (konkurencja sportowa – liczba zwycięstw, w latach);
- bouldering (4x) – 2009-10, 2014-15,
- wspinaczka łączna (3x) – 2008-09, 2014,

## Osiągnięcia

### Puchar Świata
| Konkurencje       | 2008 | 2009 | 2010 | 2011 | 2012 | 2013 | 2014 | 2015 | 2016 | 2017 | 2018 |
| Bouldering        | 2    | 1    | 1    | 2    | 2    | 2    | 1    | 1    | 4    | 3    | 2    |
| Wspinaczka łączna | 1    | 1    | 2    | 3    | 3    | 2    | 1    | 2    | x    | 6    |      |

### Mistrzostwa świata
| Konkurencje        | 2005 | 2007 | 2009 | 2011 | 2012 | 2014 | 2016 | 2018 | 2019 |
| Bouldering         | 21   | 2    | 5    | 5    | 6    | 3    | 3    | 2    | 2    |
| Prowadzenie        | 3    | 11   | 8    | –    | –    | –    | –    | 8-9  | 5    |
| Wspinaczka na czas | –    | –    | 31   | –    | –    | –    | –    | 45   | 34   |
| Wspinaczka łączna  | –    | –    | –    | –    | –    | –    | –    | 4    | 2    |

### World Games
| Konkurencje | 2017 |
| Bouldering  | 4    |
| Prowadzenie | 6    |

### Igrzyska azjatyckie
| Konkurencje        | 20181)   |
| Bouldering         | (1)      |
| Prowadzenie        | (2)      |
| Wspinaczka na czas | 17 / (6) |
| Wspinaczka łączna  | 1        |

1) kursywą w nawiasach zamieszczono miejsca jakie uzyskała podczas igrzysk w poszczególnych konkurencjach wchodzących w skład wspinaczki łącznej.

### Mistrzostwa Azji
| Konkurencje        | 2006 | 2007 | 2009 | 2010 | 2015 | 2016 | 2017 | 2018 |
| Bouldering         | 1    | 2    | 1    | 1    | 2    | 1    | 1    | 5    |
| Prowadzenie        | 2    | 4    | 2-3  | 2    | 4    | 1    | 2    | 2    |
| Wspinaczka na czas | –    | –    | –    | –    | 17   | –    | 22   | 22   |

### Rock Master
| Konkurencje | 2009 | 2010 | 2013 | 2014 |
| Bouldering  | 6    | 3    | –    | 2    |
| Duel        | –    | –    | 5    | –    |
| Prowadzenie | –    | –    | 3    | –    |

## Galeria

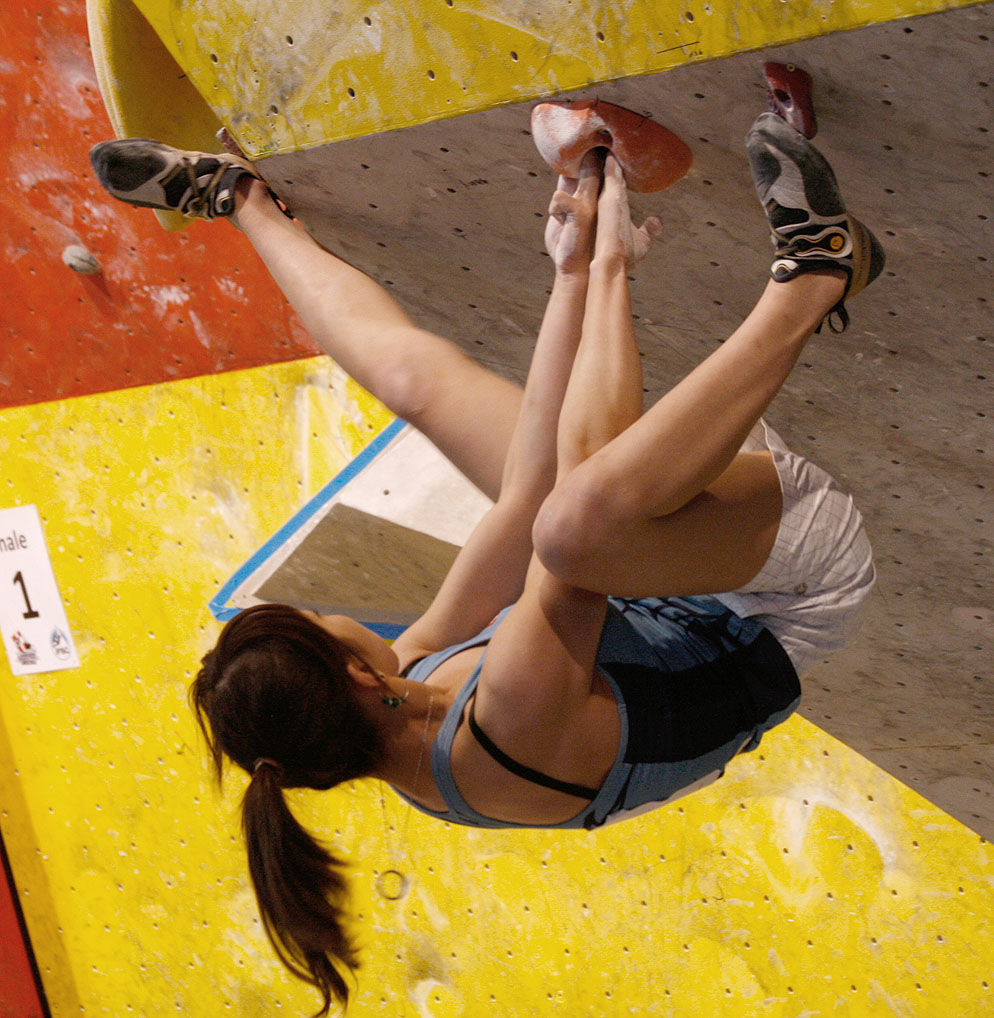
PŚ 2010 Wiedeń (bouldering w okapie)
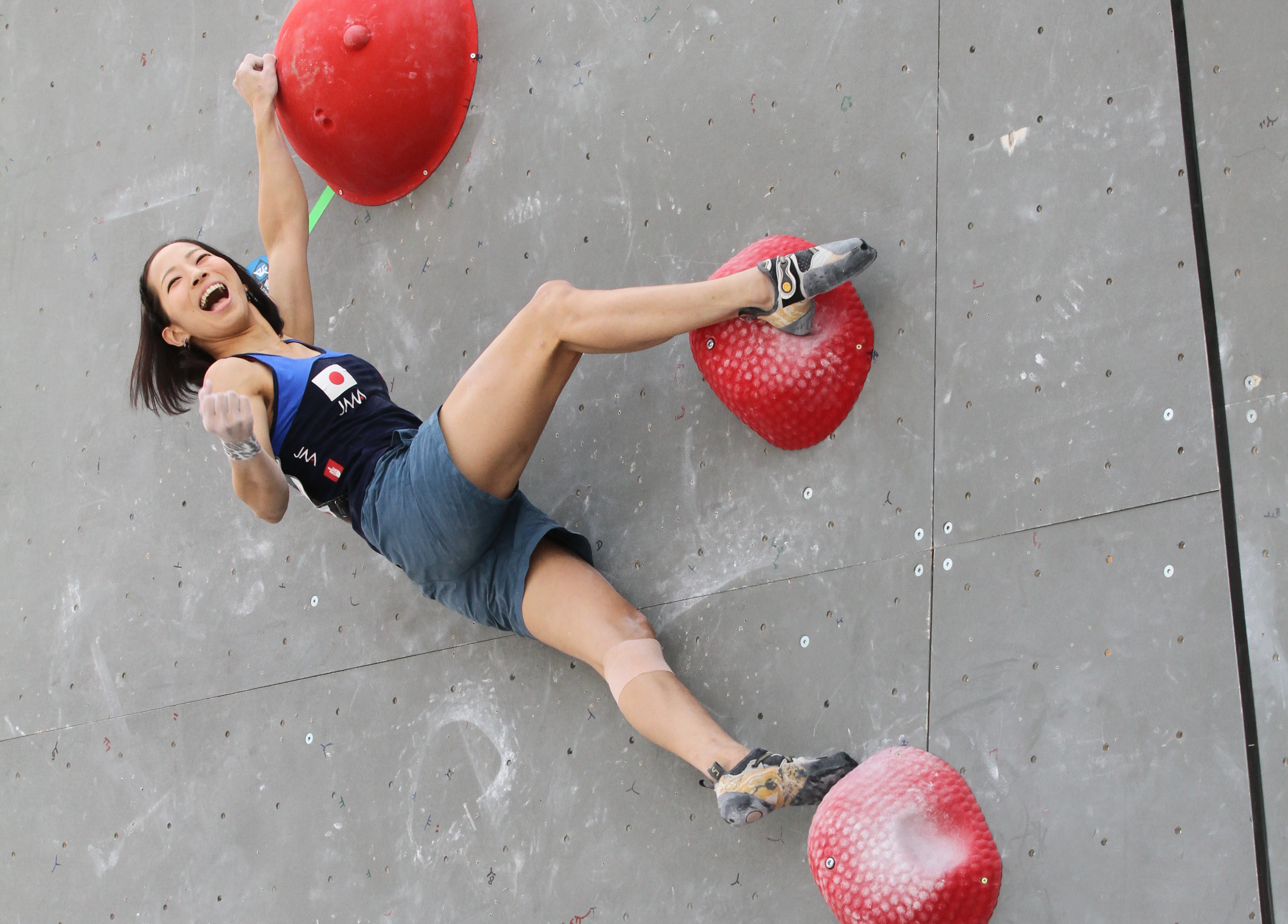
PŚ 2015 Monachium (walka na ścianie)
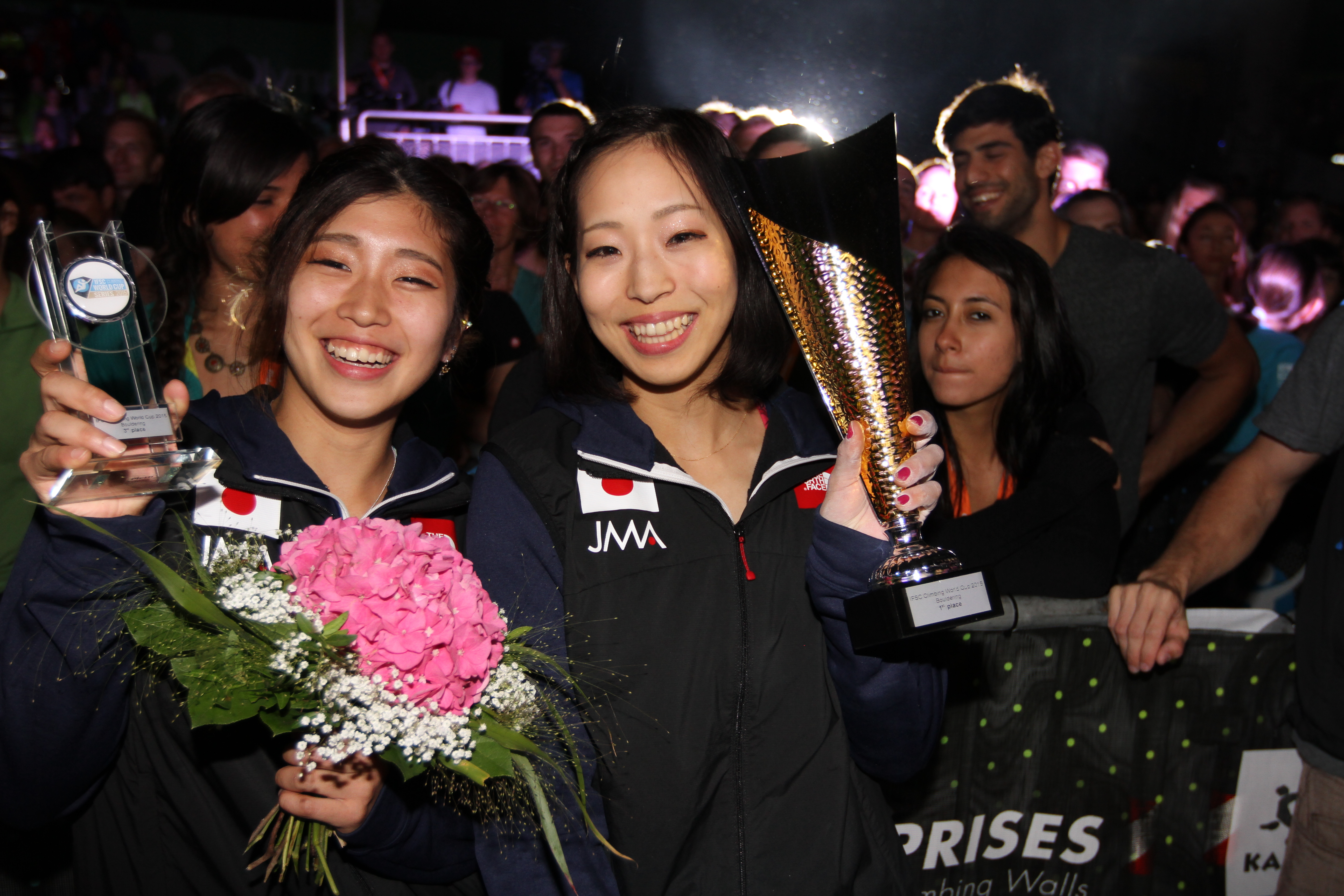
PŚ 2015 Monachium (puchar za zwycięstwo)
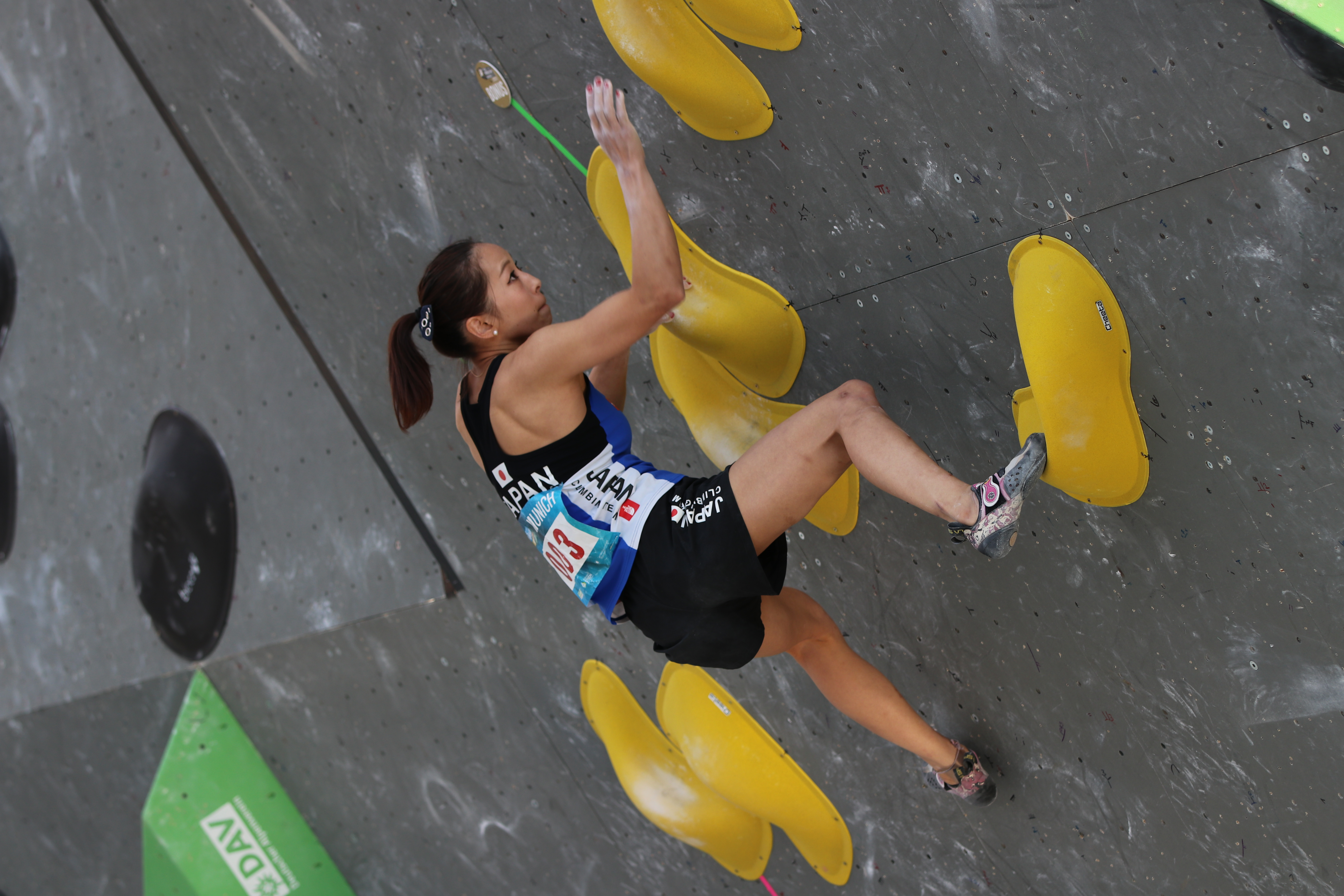
PŚ 2017 Monachium
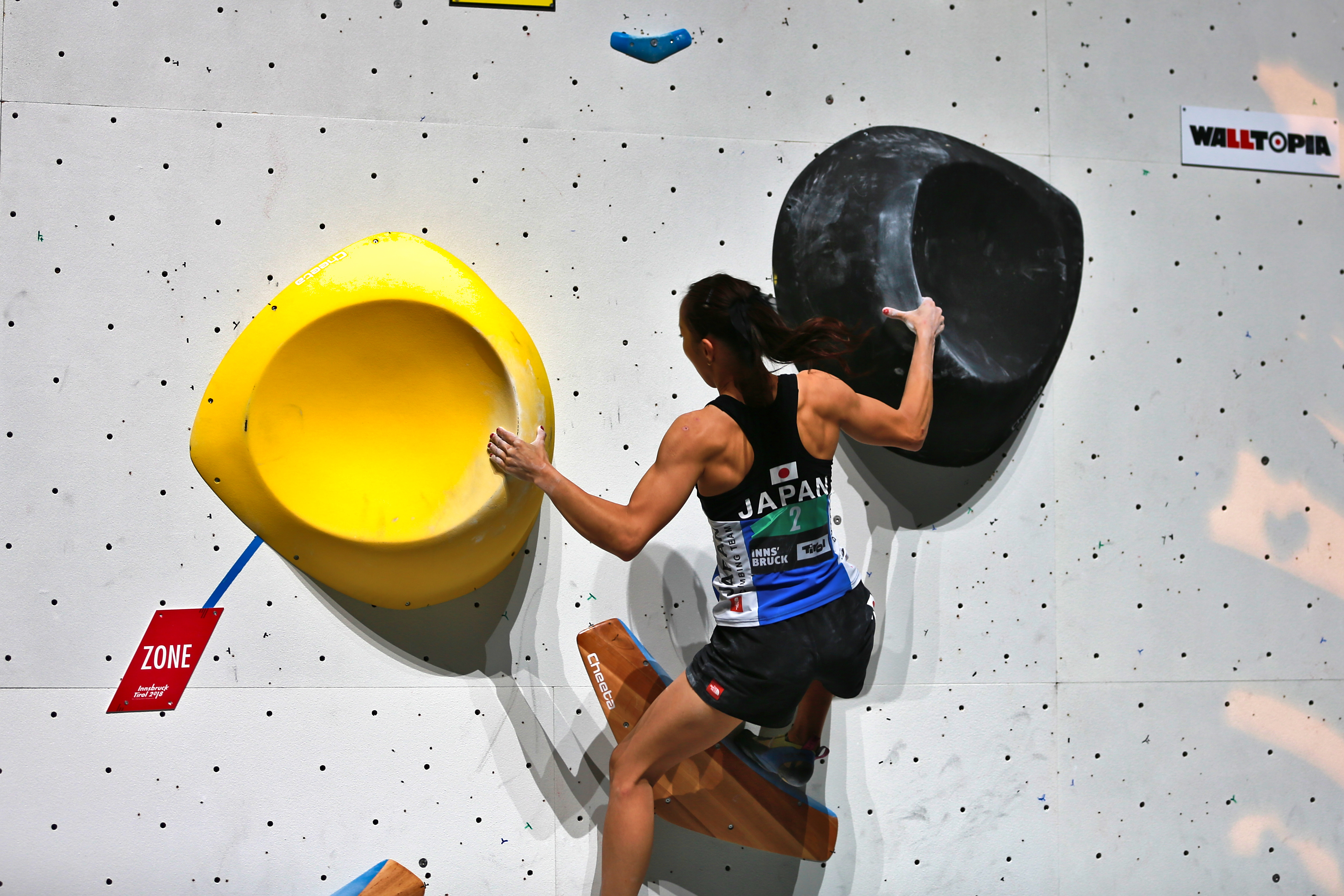
MŚ 2018 Innsbruck (medal srebrny i brązowy)